# Ahtama jõgi
Ahtama jõgi är ett vattendrag i landskapet Raplamaa i Estland. Den är 16,7 km lång. Källan ligger i Rapla kommun och den sammanflödar från vänster med Vigala jõgi i Märjamaa kommun. 